# سر بيشة (زاز الشرقي)
سر بیشة (بالفارسية: سربیشه) هي قرية تقع في إيران في قسم زاز الشرقي الریفي. يقدر عدد سكانها بـ 35 نسمة بحسب إحصاء 2016.